# Tubthumper
Tubthumper es el octavo álbum de la banda Chumbawamba, y es el álbum que los llevó al éxito. Muchas de las canciones tratan temas sociales, como la indigencia, la huelga de los estibadores de Liverpool o el racismo; un número de ellas expresa la ira y disgusto por la extrema izquierda británica (de la cual Chumbawamba forma parte) en 1994. Tubthumper fue el primer éxito comercial de la banda, y continúa siendo su álbum más exitoso, habiendo vendido más de tres millones de copias en Estados Unidos, gran parte gracias al sencillo "Tubthumping". El diseño de la portada del álbum fue realizado por Michael Calleia en Nueva York.

## Lista de canciones
Todas las canciones fueron escritas y compuestas por Chumbawamba.
1. "Tubthumping" – 4:38
2. "Amnesia" – 4:08
3. "Drip, Drip, Drip" – 5:08
4. "The Big Issue" – 4:37
5. "The Good Ship Lifestyle" – 5:13
6. "One by One" – 5:45
7. "Outsider" – 4:08
8. "Creepy Crawling" – 4:03
9. "Mary, Mary" – 4:58
10. "Smalltown" – 3:13
11. "I Want More" – 4:01
12. "Scapegoat" – 5:07

Bonus tracks
- "Farewell To The Crown" - 2:56
- "Football Song" - 2:25
- "Seven Days" - 4:07
- "May Day" - 3:51
- "Top of the World (Olé, Olé, Olé)" – 3:49

## Músicos integrantes
- Lou Watts
- Danbert Nobacon
- Paul Greco
- Boff Whalley
- Jude Abbott
- Alice Nutter
- Dunstan Bruce
- Harry Hamer

junto a
- Neil Ferguson
- Chopper (de Oysterband)
- Michael Cohen
- Abbott Sauce Works Band
- Kye Coles

- Datos: Q2700762